# Krobielewko
Krobielewko (prononciation : [krɔbjɛˈlɛfkɔ]) est un village polonais de la gmina de Skwierzyna dans le powiat de Międzyrzecz de la voïvodie de Lubusz dans l'ouest de la Pologne.
Il se situe à environ 16 kilomètres à l'est de Skwierzyna (siège de la gmina), 23 kilomètres au nord-est de Międzyrzecz (siège du powiat) et 34 kilomètres à l'est de Gorzów Wielkopolski (capitale de la voïvodie).
Le village comptait approximativement une population de 160 habitants en 2006.

## Histoire
Avant 1945, ce village était sur le territoire de l'Empire allemand dans le Royaume de Prusse dans la province de Brandebourg sous le nom de Klein Krebbel. (voir Évolution territoriale de la Pologne)
De 1975 à 1998, le village appartenait administrativement à la voïvodie de Gorzów .

Depuis 1999, il appartient administrativement à la voïvodie de Lubusz